# Grammia sulphuricella
Grammia sulphuricella là một loài bướm đêm thuộc phân họ Arctiinae, họ Erebidae.